# لنا هورن
لنا هورن (انگلیسی: Lena Horne؛ زاده ۳۰ ژوئن ۱۹۱۷ درگذشته ۹ مهٔ ۲۰۱۰) موسیقی‌دان اهل ایالات متحده آمریکا بود.
از فیلم‌ها یا برنامه‌های تلویزیونی که وی در آن نقش داشته است، می‌توان به ویز و تا زمانی که ابرها کنار بروند اشاره کرد.